# Oligoclasio
L'oligoclasio è un minerale della serie dei plagioclasi e il termine intermedio fra l'albite e l'anortite con rapporto albite:anortite compreso fra 90:10 e 70:30. Essendo un termine intermedio, è da considerarsi una varietà e non una specie a sé stante. Si trova all'interno del gruppo del feldspato.

## Etimologia e storia
Il nome venne attribuito al minerale nel 1826 da Johann Friedrich August Breithaupt dalle parole greche όλίγος ('oligos', poco) e κλάσις ('klasis', sfaldatura) perché si riteneva che il minerale presentasse una sfaldatura meno perfetta rispetto all'albite. L'oligoclasio era stato precedentemente riconosciuto come specie a sé stante da Jöns Jacob Berzelius nel 1824 con il nome di natron-spodumene a causa della somiglianza con lo spodumene.

## Modificazioni e varietà
La varietà goldstone ha un colore bruno-rossastro e brilla intensamente a causa delle inclusioni microcristalline di ematite e altri ossidi di ferro.
Viene creata a partire da un vetro sovrasaturo di ferro, cromo o ossidi di rame (o una combinazione degli ossidi) che viene fuso e raffreddato in condizioni controllate per causare la cristallizzazione degli ossidi in eccesso, formando cristalli o lustrini simili a lastre. Il procedimento era già praticato dai vetrai veneziani nel XVII secolo. Dopo il raffreddamento, i frammenti di vetro vengono macinati per ottenere varie forme di gemme o trasformati in pietre burattate. Viene spesso confusa con il quarzo di tipo avventurina.

## Origine e giacitura

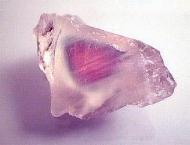
Pietra di sole grezza

L'oligoclasio è trovato di solito in granito, sienite, sienite nefelinica e relative pegmatiti; in diorite, riolite e andesite. L'oligoclasio si trova anche in serpentinite e gneiss; in rocce metamorfiche di facies anfibolitaria o come granuli clastici in rocce sedimentarie. La paragenesi è con corindone, ortoclasio, quarzo, sanidino e tormalina.

## Forma in cui si presenta in natura
L'oligoclasio si presenta in rari cristalli, affilati e tabulari lungo [010], di dimensioni fino a 6 cm.
L'oligoclasio è da trasparente a traslucido con lucentezza da vitrea a semi-vitrea, il colore è bianco o giallino molto pallido, ma può essere anche incolore, mentre il colore del suo striscio è bianco.

## Galleria d'immagini

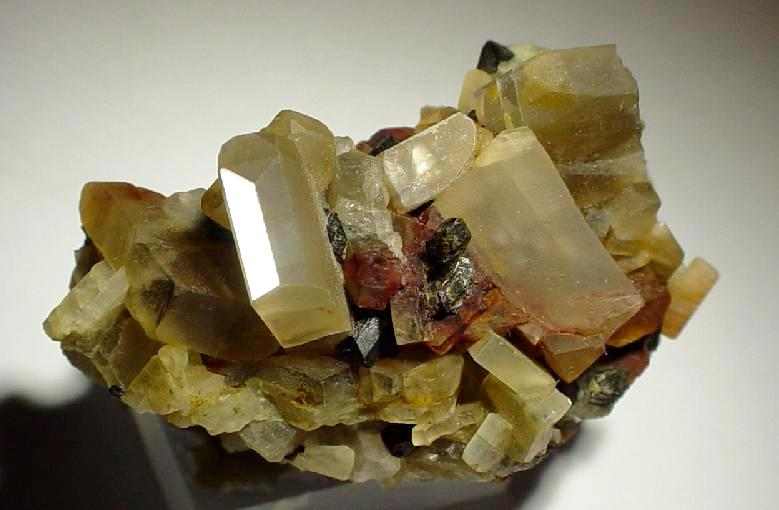
Oligoclasio proveniente dal Chihuahua, Messico.
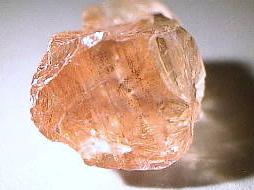
Pietra di sole.
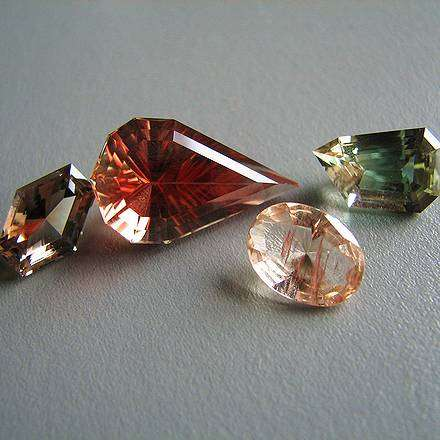
Gemme di pietra di sole dall'Oregon.
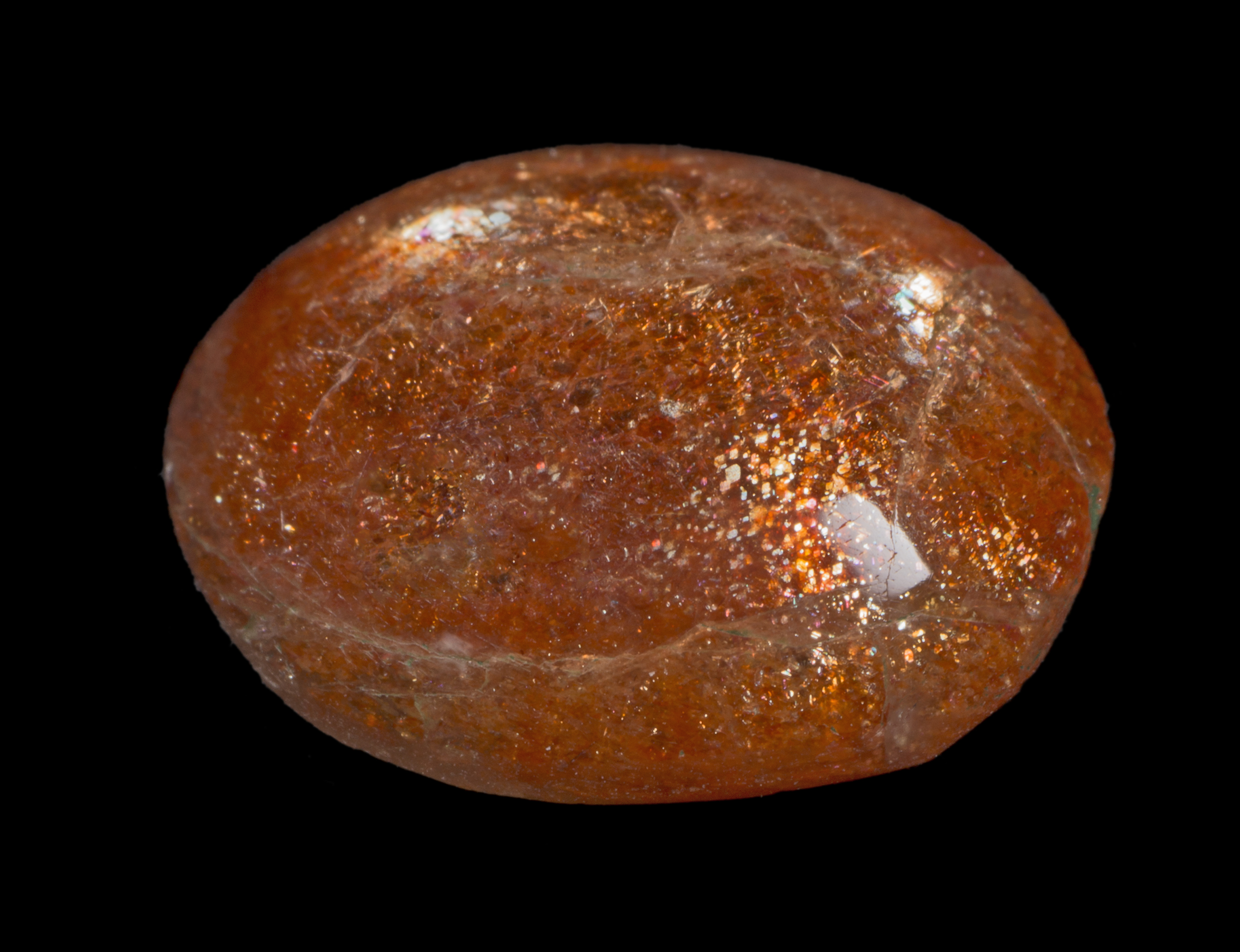
Cabochon di pietra di sole.